# 鹿林山野生動物重要棲息環境
鹿林山野生動物重要棲息環境是臺灣鹿林山一處野生動物保護區，位於嘉義縣與南投縣交界處，東與玉山國家公園相鄰，此地於1981年便已成立鹿林山針闊葉林自然保護區（或稱鹿林山針闊葉樹林自然保護區），之後保護區範圍經調整並於2000年依據《野生動物保育法》公告為野生動物重要棲息環境。此地保有原生之針闊葉樹天然林，蘊育紅檜、台灣扁柏、台灣杉等珍貴物種。

## 外部連結
- 《豐饒大地話鹿林》 （页面存档备份，存于），林務局嘉義林管處，2003年12月